# Peter Graetz
 Peter Graetz (* 25. September 1944 in Neukirch/Lausitz) ist ein deutscher Schriftsteller und Theaterwissenschaftler.

## Leben
Graetz wurde 1944 in Neukirch/Lausitz geboren.  Er studierte nach einigen Jahren praktischer Erfahrung als Betonfacharbeiter, Materialdisponent und Kulissenschieber von 1967 bis 1972 an der Humboldt-Universität Theater- und Kunstwissenschaft, war dann als Dramaturg an verschiedenen Theatern tätig und lebt jetzt als freier Schriftsteller in Berlin. Nach seiner ersten größeren Prosaarbeit (Inmitten meines Schattens, Erzählung, 1975) widmete sich Graetz vorwiegend der Funk- und Fernsehdramatik. Zu seinen Werken zählen unter anderem: Die Stieftochter, Kinderhörspiel, 1977; Was von uns bleibt, Feature, 1983; Die Weihnachtsklempner, Fernsehfilm, 1986 (im gleichen Jahr mit dem Goldenen Bildschirm ausgezeichnet); Daß man unsern Eifer lobe, Feature, 1987.

## Werke
- Die Emanzipation der Pfefferkörner, Feature, Bühnenstück 1973;
- Inmitten meines Schattens, Erzählung 1975;
- Der jüngste von 11, Erzählung/Kinderbuch 1985;
- Ein Kerl aus Samt und Seide, Erzählung 1990;
- Als sich der Traum in den Tag verliebte, Erzählung 1994;
- Raubritter der Phantasie, Erzählung 1998;
- Nicht von dieser Welt, Erzählung 1999;
- Wendeliteratur – Literatur der Wende II, Anth. 1997;
- Die Scheune als neuer literarischer Raum, Anth. 1997;
- Der Spezialist, Fernsehfilm 1974;
- Der Stiefvater, Hörspiel 1977;
- Was von uns bleibt, Feature 1984;
- Was Stoll und seine Leute von Zillemilieu erhalten, Feature. 1987;
- Ein Kerl aus Samt und Seide, Feature. 1986;
- Die Weihnachtsklempner, Fernsehfilm 1986;
- Daß man unsern Eifer lobe, Feature 1987;
- Laß uns reden, Feature 1988;
- Die Möbelpacker, Hörspiel 1990;
- Haushaltshilfe, Hörspiel 1990;
- Es kommt alles anders, Hörspiel 1990